# Władysław Horodecki

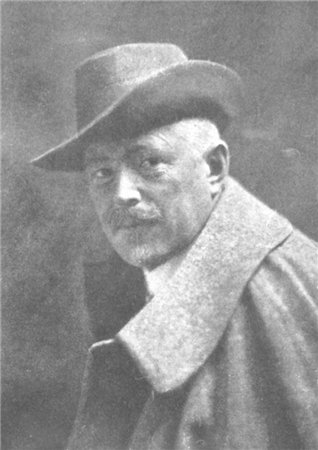
Bild Horodeckis um 1910

Leszek Władysław Horodecki (ukrainisch/russisch Владислав Владиславович Городецький) (* 23. Maijul. / 4. Juni 1863greg. in Scholudky, Gouvernement Podolien, Russisches Kaiserreich; † 3. Januar 1930 in Teheran) war ein polnischer Architekt, genannt „Gaudi von Kiew“.

## Leben
Horodecki wurde 1863 in Scholudky als Sohn einer polnischen Familie geboren. Er studierte an der Kaiserlichen Akademie der Künste in St. Petersburg. 1890 zog er nach Kiew, wo er für fast 30 Jahre blieb und seine bekanntesten Werke schuf. Nachdem die Bolschewiki in Kiew an die Macht kamen, emigrierte er 1920 nach Warschau, 1928 übersiedelte er nach Teheran, wo er 1930 starb und auch bestattet wurde. Auf seinem Grabstein stehen nur die polnischen Worte Profesor architektury.
In Kiew wurde 1996 die Straße zwischen dem Majdan Nesaleschnosti und dem Haus der Chimären nach ihm benannt.

## Werke
Seine bekanntesten Bauten sind das Haus mit den Chimären, die St.-Nikolaus-Kathedrale, die Karäer Kenesa, das Nationale Kunstmuseum der Ukraine sowie das Gebäude der Nationalen Musikakademie auf dem Majdan Nesaleschnosti in Kiew.

## Galerie

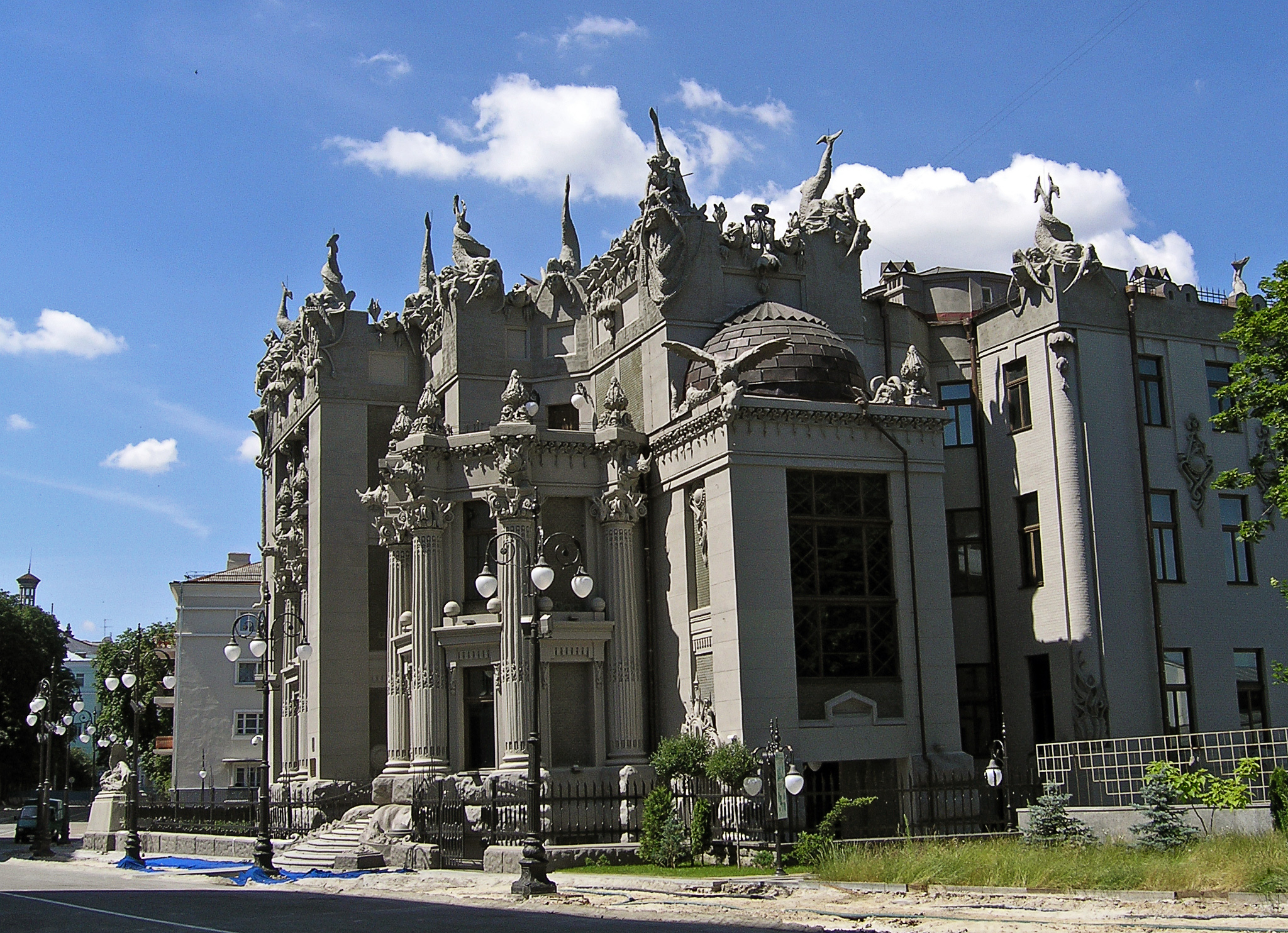
Haus mit den Chimären 2005
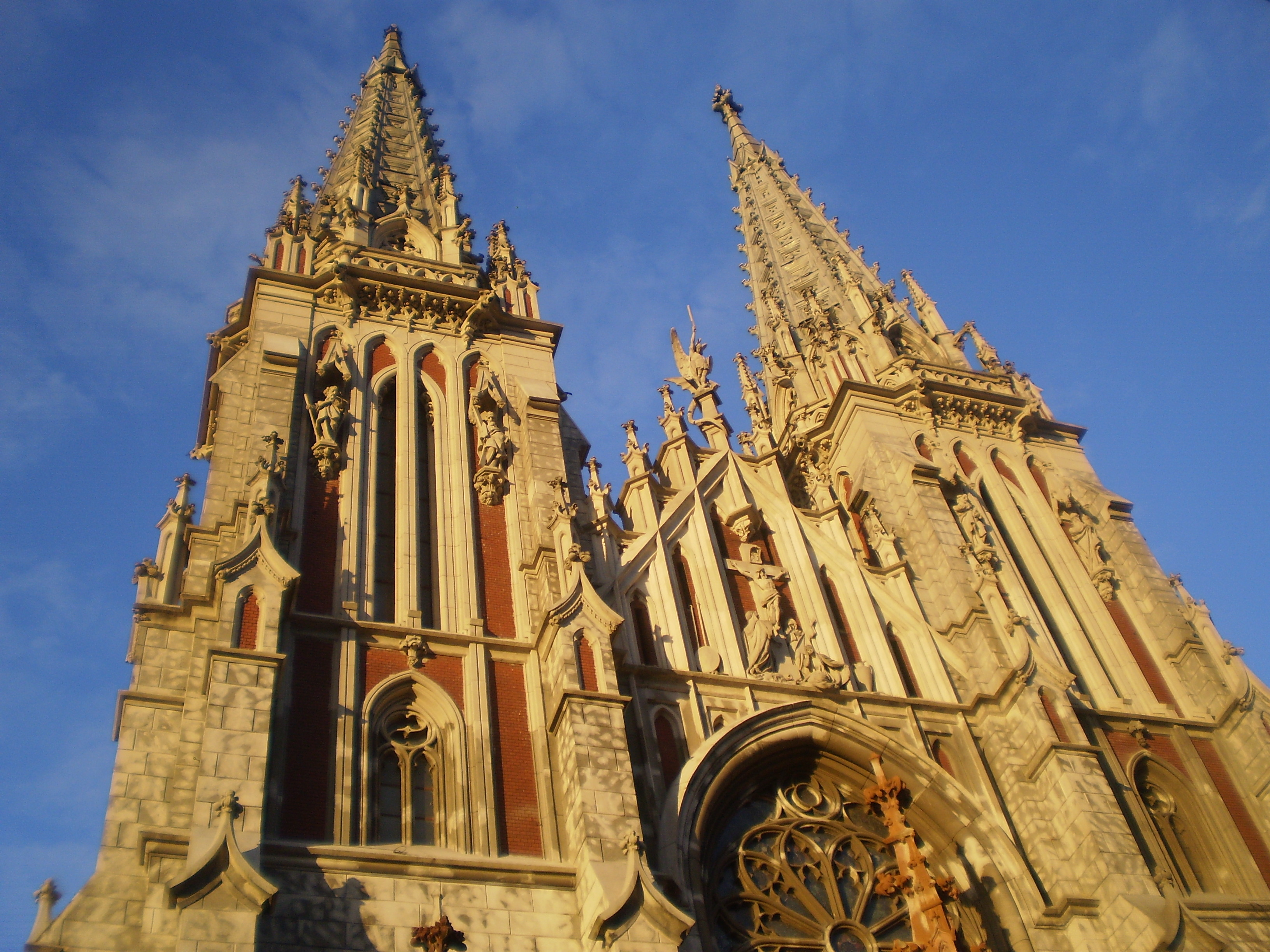
St.-Nikolaus-Kathedrale 2010
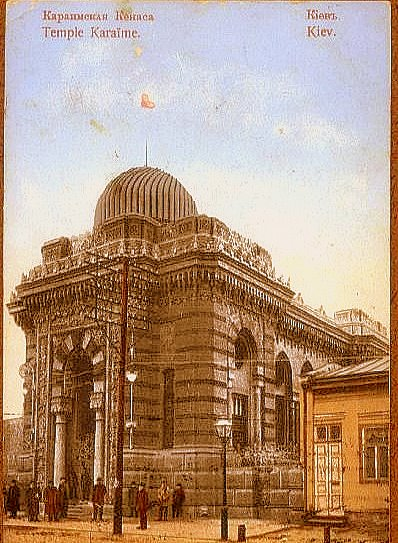
Karäer Kenesa 1900
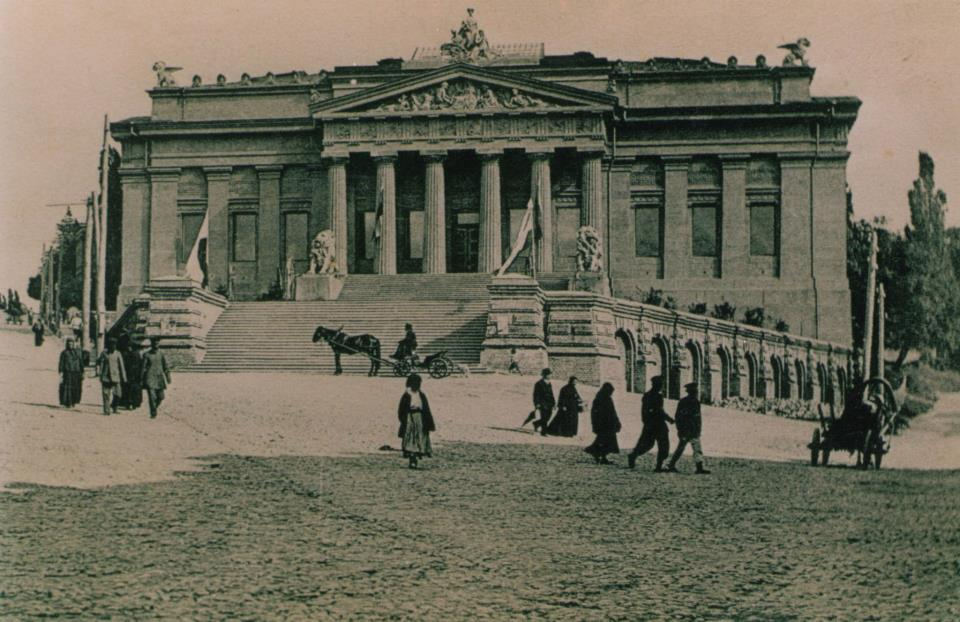
Nationales Kunstmuseum der Ukraine 1904
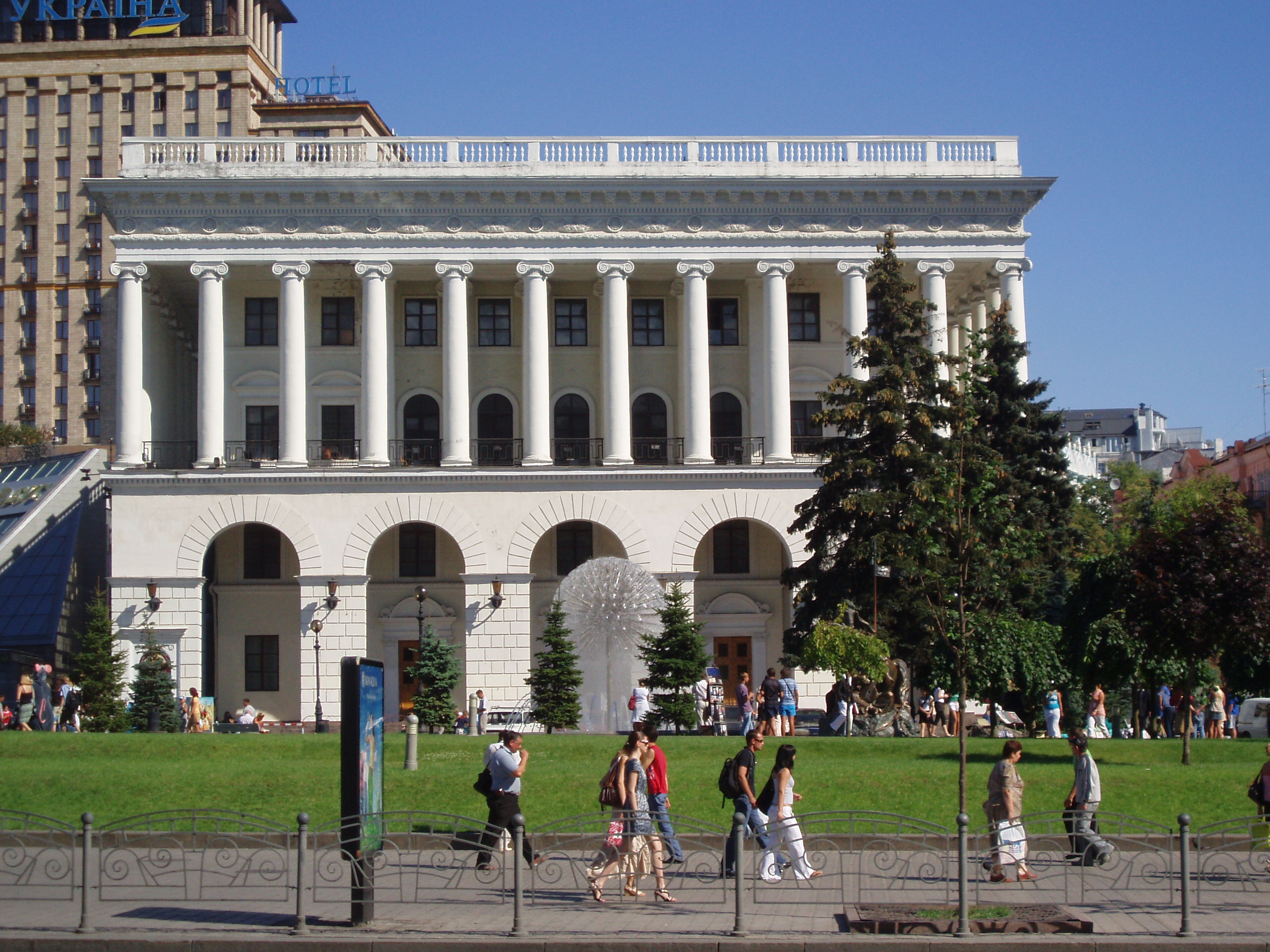
Nationale Musikakademie der Ukraine 2008